# Pleurothallis discoidea
Pleurothallis discoidea är en orkidéart som beskrevs av John Lindley. Pleurothallis discoidea ingår i släktet Pleurothallis och familjen orkidéer. Inga underarter finns listade i Catalogue of Life.

## Bilder

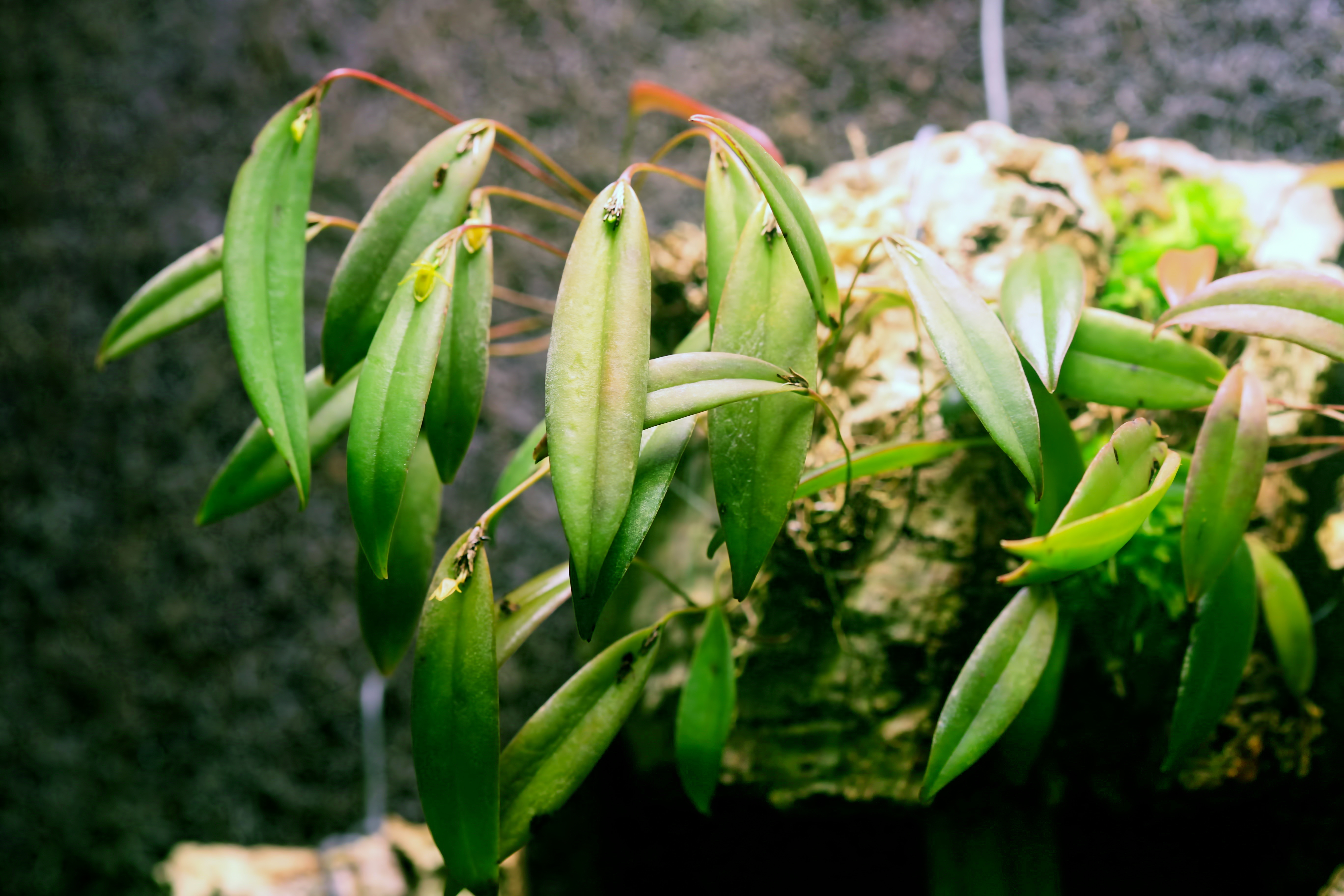